# Indaiatuba
Indaiatuba é um município brasileiro no interior do estado de São Paulo. Pertence à Mesorregião e Microrregião de Campinas, localizando-se a noroeste da capital do estado, a 23º05'24" de latitude sul e 47º13'04" de longitude oeste, a uma altitude de 715 metros do nível do mar. Ocupa uma área de 311,5 km² e sua população estimada pelo IBGE para 2021 era de 260 690 habitantes, estima-se que existe 206 430 habitantes entre 18 a 69 anos, 13 565 acima de 70 anos e 40 695 entre 0 a 17 anos, que a coloca na 32ª posição entre os municípios mais populosos do estado de São Paulo. Destaca-se pela elevada qualidade de vida onde foi considerado por seis vezes consecutivos o melhor município de se morar no Brasil, entre os 5 570 existe no país, onde se encontra sempre entre o três municípios no ranking nacional nos últimos 20 anos, desde 2001 a atualidade.

## Topônimo

Do tupi: inaîa (ou indaîá), indaiá, e tyba, ajuntamento. Ambos os termos estão em relação genitiva, o que dá a ideia de origem, pertencimento, e enseja a inversão dos termos (conforme indicam as setas).

Conforme Eduardo Navarro, em seu Dicionário de Tupi Antigo (2013), o nome Indaiatuba vem do tupi antigo inaîatyba, "ajuntamento de indaiás", uma variedade de palmeira (dos termos inaîá, "indaiá" e tyba, "ajuntamento", formando uma relação genitiva). Menos ao pé da letra, poder-se-ia traduzir o nome como "indaial", palavra que, embora não dicionarizada, dá nome ao município de Indaial (SC).
O nome da palmeira em tupi tem duas formas, que se equivalem: inaîa e indaîa, sendo certamente desta última que o topônimo se originou. A denominação se prendeu às características da paisagem e da vegetação da localidade, hoje já alteradas. Tornou-se oficial em 1830, embora haja notícia de que tenha sido utilizada anteriormente, já no século XVIII.
A existência marcante de indaiás carregados de pequenos cocos fez com que Indaiatuba tivesse recebido, entre meados do século XVIII e início do século XIX, também a denominação de "Cocaes".

## História

### Povoamentos pré-coloniais
A região do atual município de Indaiatuba provavelmente começou a ser ocupada por grupos caçadores-coletores e agricultores há cerca de 5000 anos, embora algumas datações em localidades próximas indiquem que a ocupação ameríndia do interior paulista teve início entre 11 mil e 7 mil anos antes do Presente. De acordo com as fontes históricas disponíveis, indígenas falantes de idiomas relacionados ao tronco linguístico Tupi-guarani habitavam a região quando as primeiras expedições europeias começaram a cruzar os caminhos terrestres e fluviais do atual estado de São Paulo. Por conseguinte, as pesquisas arqueológicas desenvolvidas nessa região apontam para a existência de diversos sítios por toda sua extensão, sendo registrados (até o momento) 39 sítios arqueológicos, distribuídos por Itu (13), Campinas (05), Indaiatuba (03), Monte Mor (04) e Salto (14).

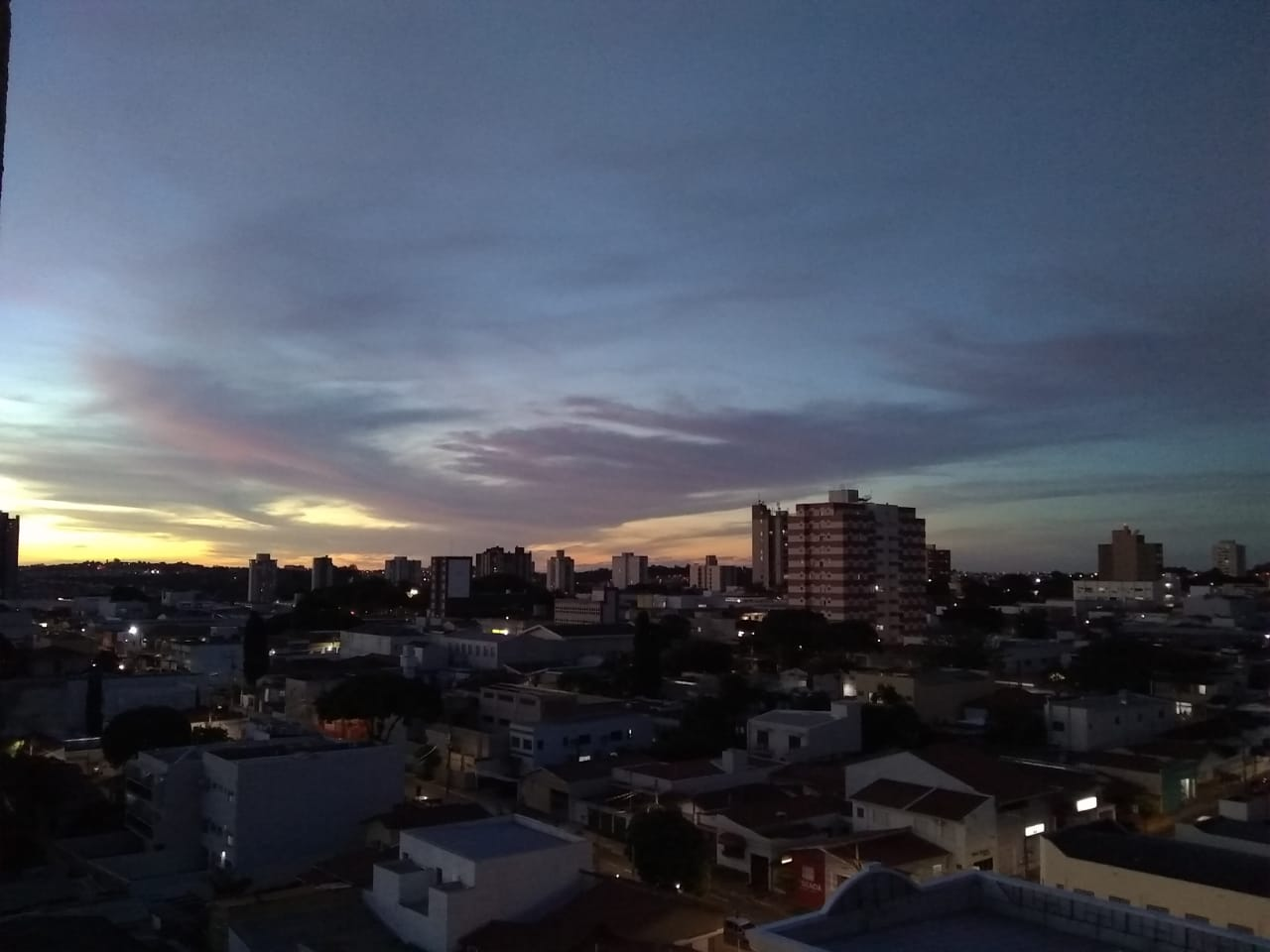
Foto do centro de Indaiatuba

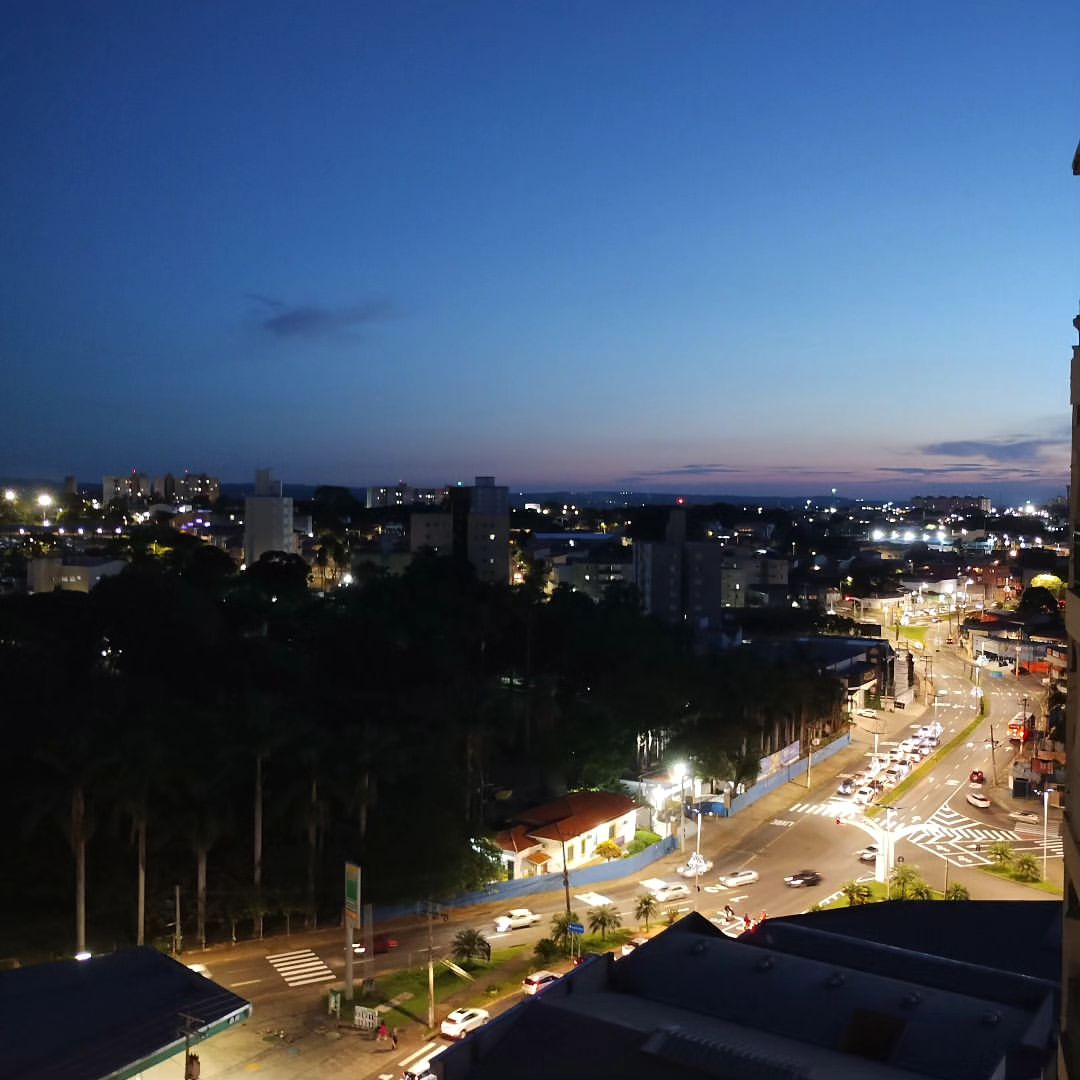
Foto do anoitecer na cidade de Indaiatuba

Identificado em 2005, o sítio arqueológico Buruzinho está localizado nas proximidades do Córrego Garcia (Buruzinho), sendo caracterizado pela presença de ferramentas de pedra (também conhecidos como instrumentos líticos) e fragmentos cerâmicos de uso cotidiano de populações indígenas associadas a tradição cerâmica Tupiguarani, assim como, vestígios de ocupação histórica colonial e imperial (séculos XVIII e XIX, portanto), demostrando ao menos dois momentos históricos de ocupação do local. Apesar das informações esparsas, acredita-se que o material deste sítio se encontra no Museu Elizabeth Aytai, localizado no município de Monte Mor. O sítio arqueológico Cambará, localizado nas proximidades do rio Capivari-Mirim, também conta com presença de instrumentos líticos e fragmentos cerâmicos de uso comum entre populações indígenas, assim como vestígios de ocupação do século XIX, mais especificamente do período imperial brasileiro. Esse último sítio foi identificado em 2018, durante as atividades de acompanhamento arqueológico de um empreendimento residencial, sendo que os materiais encontrados (já bastante fragmentados) foram posteriormente enviados ao Museu Raphael Toscano, localizado no município de Jaú. Embora nenhum dos dois sítios arqueológicos foi alvo de pesquisas que determinassem a idade do material pré-colonial, é possível afirmar que toda a região se encontrava no entorno da rota que ligava diversas microbacias hidrográficas a diferentes pontos do rio Tietê, a qual foi utilizada por séculos pelas populações indígenas. Dessa forma, é provável que os sítios de Indaiatuba façam parte do mesmo contexto de ocupação.
O último sítio, denominado Capivari-Mirim, foi descoberto em 2018. No local foram identificados instrumentos líticos feitos em quartzito, no que provavelmente foi um antigo acampamento de caça. Localizado próximo às margens do córrego Jacaré, afluente do rio Capivari-Mirim, esse sítio arqueológico é mais um testemunho da recorrente presença de grupos indígenas na região de Indaiatuba.

### Colonização portuguesa e fundação do povoado
O processo efetivo de colonização portuguesa teve início a partir da segunda metade do século XVIII, quando a região começou a ser ocupada por fazendas de cana-de-açúcar, implementadas por Portugal como política de incentivo à produção de açúcar na capitania de São Paulo. Tal política foi inicialmente desenvolvida por Dom Luís Antônio de Souza Botelho e Mourão, também conhecido como Morgado de Mateus, governador da citada capitania entre 1765 e 1775. Dessa forma, vilas e povoados foram fundadas em um processo progressivo de interiorização da capitania paulista, visando evitar uma possível expansão espanhola sobre os territórios meridionais da América Portuguesa.
É incerta a data de fundação do povoado que daria origem à Indaiatuba, entretanto. De acordo com a tradição oral, o primeiro núcleo de povoação teria surgido em fins do século XVII (antes da fundação das primeiras fazendas de cana-de-açúcar, portanto), próximo ao local onde o córrego Barnabé desemboca no rio Jundiaí. O primeiro nome desse assentamento teria sido “Votura”, termo provavelmente de origem tupi. Apesar da virtual ausência de documentações históricas que confirmem o relato, memorialistas dão conta de uma grave epidemia de varíola nesse povoado em algum momento do século XVIII, o que teria motivado seu abandono. Com isso, um novo núcleo de povoamento teria surgido junto ao local onde hoje está situado o largo da Igreja Matriz de Nossa Senhora da Candelária.
Os primeiros registros de um arraial chamado Indayatiba datam de 1768, cuja população praticava uma agricultura predominantemente de subsistência, com destaque para o milho e feijão. O nome do arraial derivaria dos extensos campos de palmeiras indaiá que existiam na região, sendo também observado o uso do topônimo Cocaes para designar a localidade. Por conseguinte, esse povoado era inicialmente um bairro rural da Vila de Itu, rota de tropas para o sul da Colônia, passando pela vila de Sorocaba e seguindo em direção às vilas existentes nas capitanias de Mato Grosso e Goiás, onde eram exploradas diversas lavras de ouro durante esse período. Com isso, a localidade que daria origem ao atual município de Indaiatuba tornou-se um pouso habitual de tropeiros.
No fim do século XVIII e início do XIX, o povoado seguiu em expansão, com o surgimento de bairros rurais como Itaici e Piraí. Fazendas e engenhos de açúcar foram instalados próximas aos diversos córregos e rios do povoado e, ao redor destas, também o comércio interno que servia àquela população. Algumas fazendas desse período ainda podem ser observadas em Indaiatuba, como a Fazenda Engenho D’Água, próximo ao Córrego Barnabé. Construída em taipa-de-pilão, a sede provavelmente data de 1770, embora a referência documental mais antiga a respeito dessa fazenda – presente no “Livro de Registros de Terras da Freguezia de Indaiatuba” – seja da década de 1850.
Em 1813, Pedro Gonçalves Meira – considerado o fundador de Indaiatuba – doou terras para a construção de uma capela curada em honra à Nossa Senhora da Conceição, a qual posteriormente daria origem a atual Igreja Matriz. Posteriormente transformada em uma capela de devoção à Nossa Senhora da Candelária por Joaquim Gonçalves Bicudo, irmão de Pedro, essa edificação religiosa tornou-se um fator de atração para a localidade. Consequentemente, a partir dessa capela se daria a paulatina expansão urbana do arraial. Segundo os registros paroquiais, o primeiro pároco teria sido o padre Pedro Dias Pais Leme.

### Criação da freguesia de Indaiatuba e início do cultivo do café
Em 9 de dezembro de 1830, o então povoado de Cocaes foi elevado à condição de sede de uma das freguesias da Vila de Itu por decreto do então imperador Dom Pedro I, com o nome de Indaiatuba. Essa data passou a ser comemorada como a data do aniversário da cidade. Por sua vez, em 24 de março de 1859, Indaiatuba seria elevada à condição de vila, ganhando autonomia política em relação a Itu, com sua própria Câmara de Vereadores. Durante esse período, Indaiatuba já havia adquirido um traçado urbano quadriculado, típico da tradição racionalista observada em cidades portuguesas dos séculos XVIII e XIX, visível até hoje em seu centro histórico.
A partir da década de 1850, justamente durante o contexto que levou à emancipação política de Indaiatuba, o cultivo do café já havia substituído de forma definitiva a primazia da cultura do açúcar nas terras paulistas. Nesse sentido, a vila de Indaiatuba estava inserida em um processo mais amplo de expansão da cafeicultura, o qual gerou um crescimento econômico vertiginoso não só dos municípios da região (como Campinas, Itu e Jundiaí) mas de toda a província de São Paulo. Por conseguinte, na antiga Fazenda Pau Preto foi instalada a primeira máquina a vapor de beneficiamento de café de Indaiatuba. Nota-se, portanto, que o crescimento do plantio de café – ainda que fundamentalmente pautada no trabalho escravo – gerava lucros altos, o que proporcionava investimentos em maquinário importado. Joaquim Emígdio de Campos Bicudo, proprietário da Fazenda Pau Preto, também investiu na construção de uma nova sede, seguindo o padrão arquitetônico de tijolos à vista, típico do contexto fabril inglês de fins do século XIX. A prosperidade trazida pelo plantio do café era realizada a partir do trabalho escravo de brasileiros e africanos escravizados, contudo. Embora não fosse um dos principais centros escravocratas do interior paulista, entre os anos de 1871 e 1872 trabalhavam forçadamente nas fazendas e casas de Indaiatuba cerca de 1.611 pessoas, segundo os dados oficiais da Província de São Paulo. Em 1885, o número total de negros escravizados em Indaiatuba tinha caído para 769, sendo 513 homens e 256 mulheres.
A expansão da cafeicultura também gerou uma demanda por melhores rotas de transporte, uma vez que os antigos caminhos terrestres e fluviais já não comportavam o fluxo de pessoas e bens. Com isso, em novembro de 1872, foi inaugurado o primeiro trecho da Estrada de Ferro Ytuana entre a estação Pimenta (localizada no bairro homônimo de Indaiatuba e primeira estação construída no município) e Jundiaí. No ano seguinte iniciou-se a construção do trecho Itaici-Piracicaba, sendo posteriormente inauguradas mais duas estações: Itaici e Indaiatuba. De acordo com os registros históricos, a estação de Indaiatuba não foi construída pela Companhia Ytuana de Estradas de Ferro, mas pelo próprio município, através de doação de fundos organizada pela Câmara Municipal. Embora provavelmente tenha existido uma estação de parada mais simples no local a partir de 1873, a estação ferroviária de Indaiatuba seria inaugurada de fato somente em 1880. Substituída por uma estação maior em 1911, a edificação original foi convertida em armazém da ferrovia. Atualmente, a primeira estação de Indaiatuba abriga uma oficina-escola de liuteria (produção de cordas de instrumentos musicais), enquanto na edificação de 1911 funciona o Museu Ferroviário. Já a estação de Itaici, localizada no distrito de mesmo nome, funcionou como um entroncamento de ramais ferroviários para Jundiaí, Piracicaba e Campinas até 1975, sendo permanentemente desativada em 1986.

### Séculos XIX e XX: Crescimento econômico e demográfico do município
A partir da segunda metade do século XIX, Indaiatuba também recebeu muitos imigrantes da Suíça, Alemanha, Itália, Espanha, Croácia e, já no século XX, imigrantes do Japão. Parte de uma política imperial e provincial mais ampla de incentivo à imigração europeia, tal processo acabou por transformar de forma significativa as relações de trabalho no contexto rural brasileiro. Em um primeiro momento, os imigrantes deslocados para Indaiatuba foram empregados nas fazendas de café, embora muitos eventualmente tornaram-se proprietários de terras.  Um exemplo claro desse processo se deu com a fundação da Colônia Helvétia em 1888, após quatro famílias imigrantes suíças comprarem as terras dos sítios Capivari-Mirim e Serra d’Água. O crescimento econômico da colônia, também pautado no cultivo comercial do café, assegurou sua continuidade até os dias atuais, sendo nela realizada anualmente a Festa da Tradição no Dia da Fundação da Suíça.

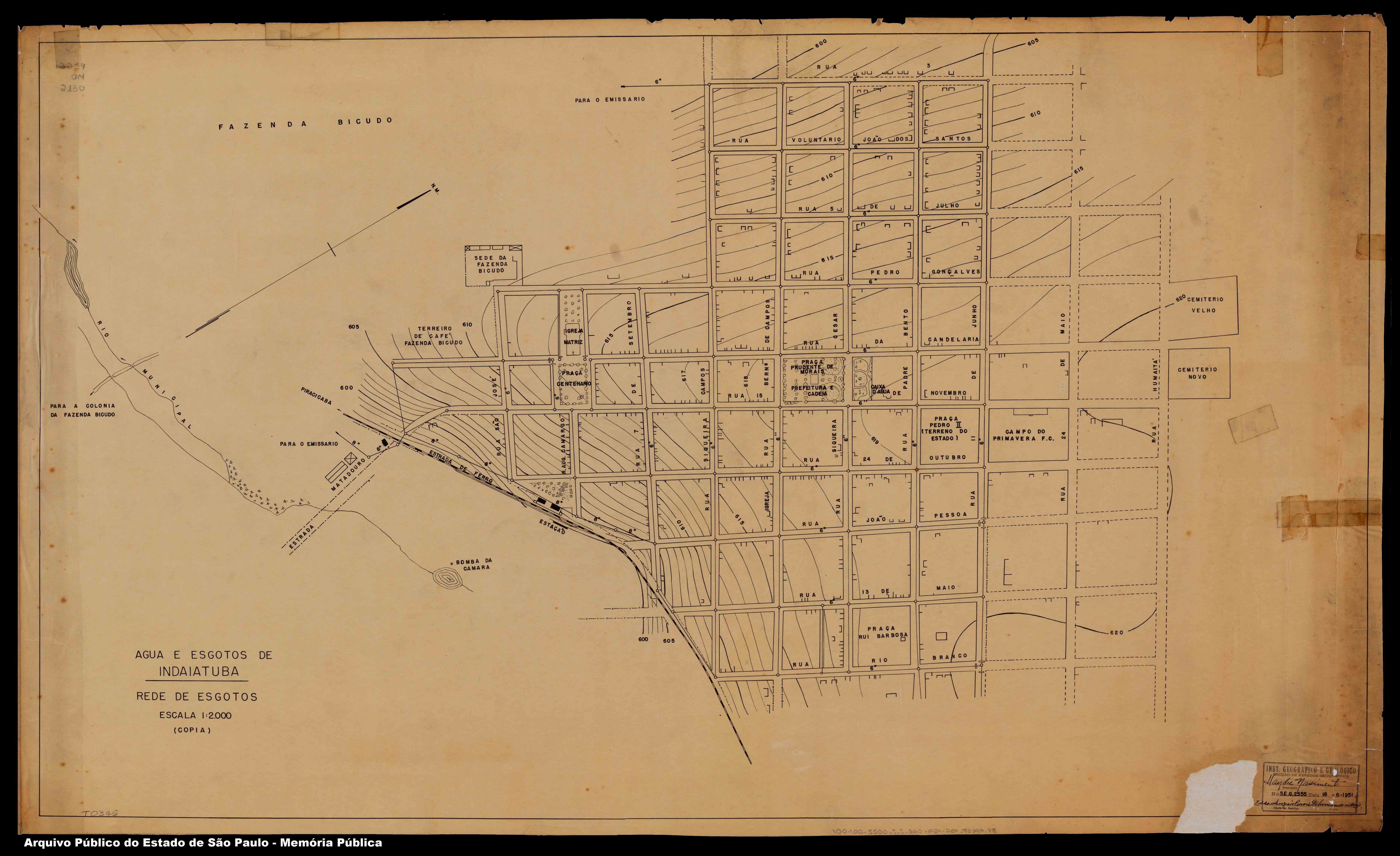
Mapa da área urbana de Indaiatuba (1951).

Localizada em terras próximas à divisa municipal entre Campinas e Indaiatuba, a Colônia Helvétia também recebeu uma estação ferroviária da Sorocabana – apropriadamente batizada de Estação Helvétia – a partir de 1914. Essa estação, assim como Francisco Quirino, inaugurada em 1919, fazia parte do chamado ramal de Campinas, linha férrea que ligava Mairinque até esse município. Dessa forma, em um momento em que o transporte ferroviário ainda era o meio mais eficiente de deslocamento de mercadorias e pessoas pelo interior paulista, Indaiatuba acabou por se tornar um ponto de convergência de linhas férreas.
O crescimento econômico e demográfico de Indaiatuba nesse período fez com que fosse elevada à condição de cidade em 19 de dezembro de 1906, através da Lei Estadual n.º 1.038. Nessa época, o município já contava com um sistema público de abastecimento de água, rede de iluminação elétrica e um código de posturas. Nas décadas seguintes, os efeitos econômicos negativos gerados pelas quedas no preço do café prejudicariam o crescimento de Indaiatuba, contudo. Apesar das fazendas locais também produzirem comercialmente outros cultivares, tais como batata e milho, a característica essencialmente agrícola da economia indaiatubense fez com que o desenvolvimento urbano do município se desse de forma mais lenta, quando comparada a outros centros.
Segundo consta, em 1933, data em que foi inaugurado o Hospital Augusto de Oliveira Camargo, Indaiatuba contava com cerca de 3 mil habitantes. Também da primeira metade do século XX, datam as profundas reformas realizadas na Igreja Matriz, projeto do arquiteto Cezare Zoppi, responsável também pelo projeto e execução da igreja São Benedito, a casa paroquial e várias outras edificações da época. Em 1950, Indaiatuba já havia alcançado uma população de 11 253 habitantes. Quatorze anos depois, em 1964, já eram 22 928 habitantes, crescimento pautado principalmente na expansão da indústria e de serviços. Desde então, o crescimento demográfico de Indaiatuba foi uma constante, alcançando 92.700 habitantes em 1991, 146.829 em 2000 e, finalmente, 251.627 em estimativa do IBGE para o ano de 2019.
Sendo uma cidade que tem suas origens no período colonial brasileiro, contando também com sítios arqueológicos que remontam a tempos ainda mais antigos, Indaiatuba possui diversos bens tombados por sua significância histórica, tanto em escala municipal quanto estadual. São eles:
- Fazenda Engenho d’Água, edificação com paredes de taipa-de-pilão, construída em meados do século XVIII, tombada em 2008 pelo Conselho Municipal de Preservação da Fundação Pró-Memória de Indaiatuba;
- Igreja Matriz de Nossa Senhora da Candelária, tombada em 2008 pelo Conselho Municipal de Preservação da Fundação Pró-Memória de Indaiatuba;
- Casa Paroquial, tombada em 2008 pelo Conselho Municipal de Preservação da Fundação Pró-Memória de Indaiatuba;
- Casarão do Pau Preto, tombada em 2008 pelo Conselho Municipal de Preservação da Fundação Pró-Memória de Indaiatuba;
- Busto de Dom José de Camargo Barros, tombada em 2008 pelo Conselho Municipal de Preservação da Fundação Pró-Memória de Indaiatuba;
- Edificações do Hospital Augusto de Oliveira Camargo, tombada em 2008 pelo Conselho Municipal de Preservação da Fundação Pró-Memória de Indaiatuba;
- Caixa d’água, remanescente do terreiro de café pertencente ao Casarão do Pau Preto, tombada em 2008 pelo Conselho Municipal de Preservação da Fundação Pró-Memória de Indaiatuba;
- Fazenda Santa Gertrudes, exemplar íntegro da produção cafeeira do final do século XIX, localizada nos municípios de Indaiatuba e Itupeva. Tombada em 2014 pelo Conselho de Defesa do Patrimônio Histórico, Arqueológico, Artístico e Turístico do Estado de São Paulo.

## Geografia

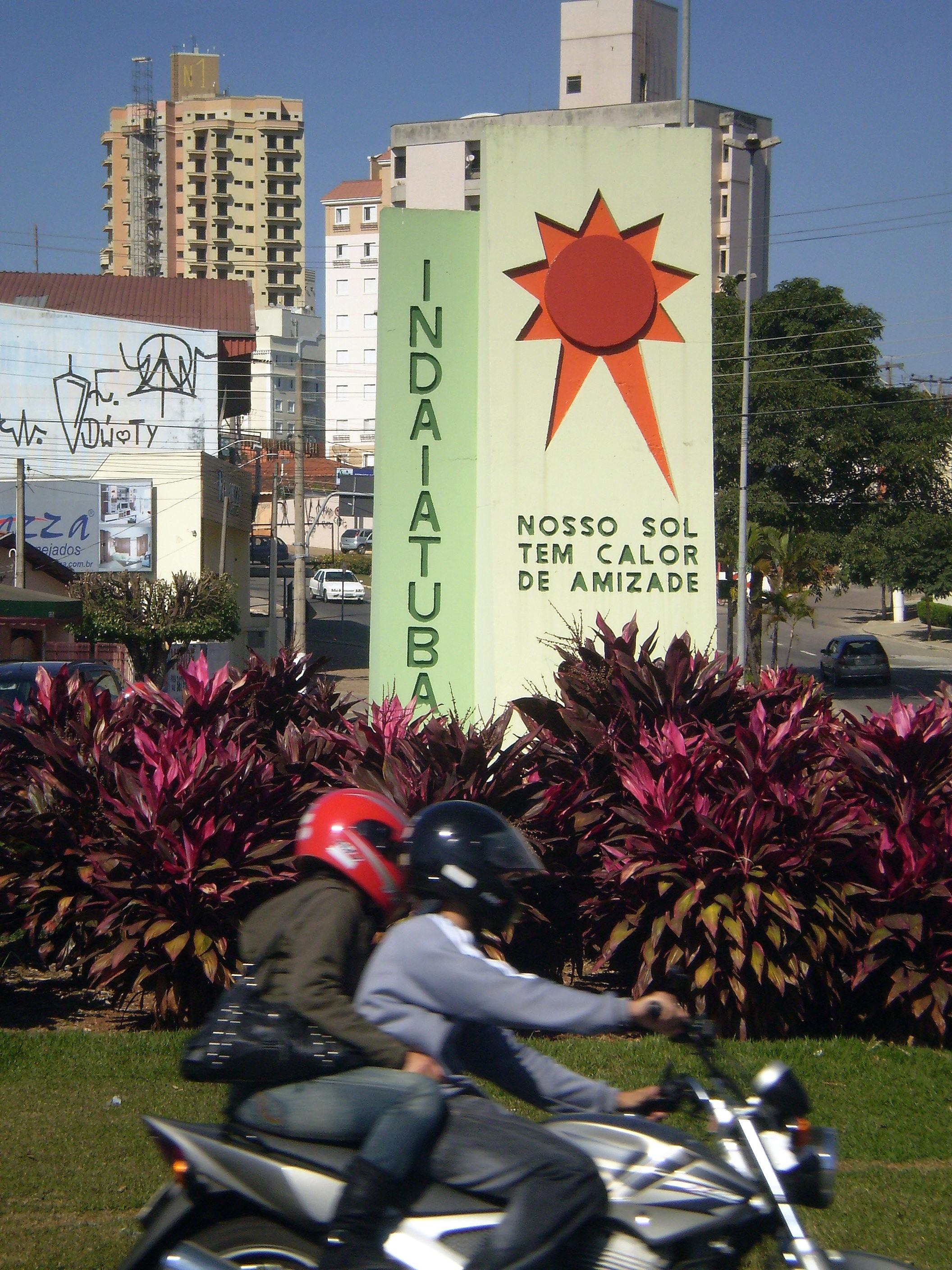
Monumento "Indaiatuba: Nosso sol tem calor de amizade", localizado no início do Parque Ecológico da cidade

Indaiatuba situa-se a 100 km da capital paulista e a 20 km de Campinas. Apresenta uma localização privilegiada, a 10 quilômetros do Aeroporto Internacional de Viracopos, boa infraestrutura e bons indicadores de qualidade de vida.

### Relevo
O relevo de Indaiatuba é uma depressão relativa, pois é mais baixo que as áreas adjacentes. Dominam as formas de planície aluvial, colinas, morros e morrotes.

### Hidrografia
- Rio Jundiaí
- Rio Capivari Mirim
- Ribeirão Piraí
- Córrego Barnabé

### Tornado
O tornado do dia 24 de maio de 2005 foi um dos maiores e mais violentos já registrados no Brasil, porém não houve mortes pelo ocorrido. Destruiu parte do Distrito Industrial da cidade causando um prejuízo estimado de R$ 90 milhões, de acordo com o portal Imirante. "O vendaval de Indaiatuba foi um dos mais intensos do País, atingiu o nível F3 (com velocidade de 252 a 331 quilômetros por hora), em uma escala que vai de F0 (64 a 116) a F5 (420 a 511)", segundo informações do pesquisador do Instituto Tecnológico SIMEPAR, Ernani de Lima Nascimento.[carece de fontes?]

### Clima
Segundo dados do Centro Integrado de Informações Agrometeorológicas (CIIAGRO), desde novembro de 2007 a menor temperatura registrada em Indaiatuba foi de 1,7 °C em 4 de agosto de 2011 e a maior alcançou 40,2 °C em 8 de outubro de 2020. O maior acumulado de chuva em 24 horas atingiu 101,9 mm em 10 de fevereiro de 2020.
| Dados climatológicos para Indaiatuba | Dados climatológicos para Indaiatuba | Dados climatológicos para Indaiatuba | Dados climatológicos para Indaiatuba | Dados climatológicos para Indaiatuba | Dados climatológicos para Indaiatuba | Dados climatológicos para Indaiatuba | Dados climatológicos para Indaiatuba | Dados climatológicos para Indaiatuba | Dados climatológicos para Indaiatuba | Dados climatológicos para Indaiatuba | Dados climatológicos para Indaiatuba | Dados climatológicos para Indaiatuba | Dados climatológicos para Indaiatuba |
| Mês | Jan                                  | Fev                                  | Mar                                  | Abr                                  | Mai                                  | Jun                                  | Jul                                  | Ago                                  | Set                                  | Out                                  | Nov                                  | Dez                                  | Ano                                  |
| --- | ------------------------------------ | ------------------------------------ | ------------------------------------ | ------------------------------------ | ------------------------------------ | ------------------------------------ | ------------------------------------ | ------------------------------------ | ------------------------------------ | ------------------------------------ | ------------------------------------ | ------------------------------------ | ------------------------------------ |
| Temperatura máxima recorde (°C) | 37,9                                 | 37,8                                 | 35,2                                 | 34,2                                 | 31,6                                 | 30,3                                 | 31,2                                 | 34,7                                 | 37,2                                 | 40,2                                 | 36,9                                 | 36,2                                 | 40,2                                 |
| Temperatura máxima média (°C) | 30,3                                 | 31                                   | 29,9                                 | 28,6                                 | 25,8                                 | 24,8                                 | 25,4                                 | 26,6                                 | 28,7                                 | 29,6                                 | 29,7                                 | 30,6                                 | 28,4                                 |
| Temperatura média (°C) | 25                                   | 25,5                                 | 24,5                                 | 22,8                                 | 19,8                                 | 18,7                                 | 18,7                                 | 19,7                                 | 22,1                                 | 23,6                                 | 24                                   | 25                                   | 22,4                                 |
| Temperatura mínima média (°C) | 19,7                                 | 20                                   | 19,2                                 | 16,9                                 | 13,8                                 | 12,5                                 | 12                                   | 12,8                                 | 15,4                                 | 17,7                                 | 18,3                                 | 19,5                                 | 16,5                                 |
| Temperatura mínima recorde (°C) | 11,5                                 | 15,2                                 | 13                                   | 8,7                                  | 5,2                                  | 1,8                                  | 3,4                                  | 1,7                                  | 6                                    | 10                                   | 10,7                                 | 12,2                                 | 1,7                                  |
| Precipitação (mm) | 205,2                                | 144,8                                | 133,7                                | 77,7                                 | 53,3                                 | 64                                   | 38,6                                 | 36,8                                 | 60,7                                 | 84,3                                 | 131,1                                | 179,3                                | 1 209,5                              |
| Fonte: CIIAGRO/SP – Centro Integrado de Informações Agrometeorológicas (climatologia: 2007-2020; recordes de temperatura: 26/11/2007-presente) |                                      |                                      |                                      |                                      |                                      |                                      |                                      |                                      |                                      |                                      |                                      |                                      |                                      |

### Rodovias
A principal rodovia de acesso ao município é a Rodovia Engº Ermênio de Oliveira Penteado, (SP-75), que, por meio de ligações com outras vias importantes, como Rodovia dos Bandeirantes (SP-348), Rodovia Castello Branco (SP-280), Rodovia Anhanguera (SP-330), e Rodovia do Açúcar (SP-308), alcança os principais pólos econômicos do estado. O município também conta com a Rodovia Lix da Cunha (Estrada Velha de Campinas) e outras estradas vicinais para o acesso aos municípios vizinhos.

### Ferrovias
O principal acesso ferroviário ao município é a Variante Boa Vista-Guaianã da antiga Fepasa, que liga Indaiatuba às cidades de Campinas e Mairinque, sendo responsável pelo escoamento de soja, café, açúcar e minérios e possuindo um dos maiores movimentos ferroviários do Brasil. A variante faz parte do Corredor de Exportação Araguari-Santos e se encontra atualmente sob concessão da Rumo Logística. No entanto, nunca recebeu trens de passageiros desde a época de sua inauguração.

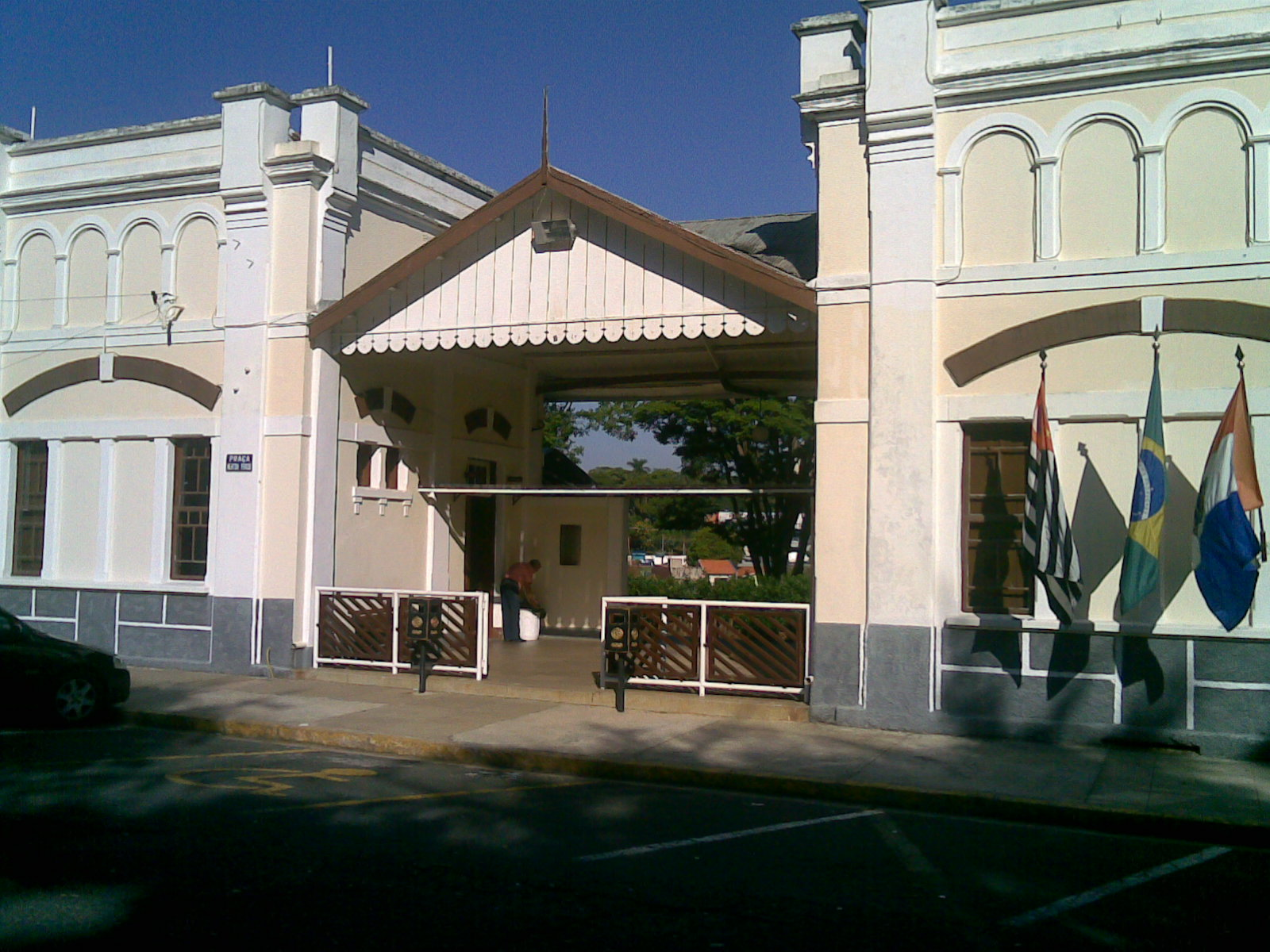
Antiga estação ferroviária de Indaiatuba, atual Museu Ferroviário de Indaiatuba, onde estão conservados importantes patrimônios ferroviários brasileiros.

No passado, Indaiatuba possuía um entroncamento ferroviário entre o Ramal de Campinas e o Ramal de Piracicaba e um segundo entroncamento entre este último ramal e o Ramal de Jundiaí, todos originários da antiga Companhia Ytuana de Estradas de Ferro e pertencentes à antiga Estrada de Ferro Sorocabana. O primeiro entroncamento ocorria no bairro de Itaici, onde possibilitava baldeações entre os passageiros que ali desembarcavam dos trens. O segundo ocorria na Estação Francisco Quirino, onde novamente possibilitava baldeações entre ambos. O Ramal de Jundiaí foi totalmente desativado e suprimido pela própria Sorocabana no ano de 1970.
Sob a administração da Fepasa, foram realizadas inúmeras modificações de linhas e ramais e iniciou-se a construção da Variante Boa Vista-Guaianã, o que aos poucos, foram desativando o transporte de passageiros e de cargas em ambos os ramais. O Ramal de Campinas foi desativado localmente para cargas e passageiros no final dos anos 1980, sendo posteriormente erradicado. No entanto, a Estação de Pimenta, pertencente ao antigo ramal foi incorporada a então nova variante da Fepasa, sendo a única que teve o seu leito ferroviário mantido. O Ramal de Piracicaba foi desativado para passageiros em 1977 e para cargas em 1990, quando circularam os últimos trens. Em 1991, os trilhos deste também foram retirados da cidade.

## Demografia

### População
| Crescimento populacional                             | Crescimento populacional | Crescimento populacional | Crescimento populacional |
| Ano                                                  | População Total          |                          | %±                       |
| ---------------------------------------------------- | ------------------------ | ------------------------ | ------------------------ |
| 1872                                                 | 3 749                    |                          |                          |
| 1890                                                 | 4 221                    |                          | 12,6%                    |
| 1900                                                 | 7 137                    |                          | 69,1%                    |
| 1910                                                 | 10 275                   |                          | 44,0%                    |
| 1920                                                 | 9 944                    |                          | −3,2%                    |
| 1925                                                 | 10 786                   |                          | 8,5%                     |
| 1934                                                 | 11 020                   |                          | 2,2%                     |
| 1937                                                 | 11 781                   |                          | 6,9%                     |
| 1940                                                 | 10 290                   |                          | −12,7%                   |
| 1946                                                 | 9 463                    |                          | −8,0%                    |
| 1950                                                 | 11 253                   |                          | 18,9%                    |
| 1958                                                 | 12 476                   |                          | 10,9%                    |
| 1960                                                 | 19 697                   |                          | 57,9%                    |
| 1970                                                 | 30 537                   |                          | 55,0%                    |
| 1980                                                 | 56 243                   |                          | 84,2%                    |
| 1991                                                 | 100 948                  |                          | 79,5%                    |
| 2000                                                 | 147 050                  |                          | 45,7%                    |
| 2010                                                 | 201 619                  |                          | 37,1%                    |
| 2022                                                 | 255 748                  |                          | 26,8%                    |
| Est. 2024                                            | 267 796                  | [ 39 ]                   | 4,7%                     |
| Fontes: Censos Demográficos IBGE e Estimativas SEADE |                          |                          |                          |

### Dados demográficos
Segundo o "Atlas IDH 2000" da Programa das Nações Unidas para o Desenvolvimento, a cidade possui os seguintes índices demográficos:
- Mortalidade infantil até um ano: 13,4 por mil nascidos vivos
- Expectativa de vida: 75,2 anos
- Taxa de fecundidade: 1,9 filho por mulher
- Taxa de analfabetismo: 7,53%
- Índice de Desenvolvimento Humano (IDH-M, 2010): 0,788
  - IDH-M Renda: 0,791
  - IDH-M Longevidade: 0,837
  - IDH-M Educação: 0,738

## Política e administração
Atualmente o município tem a seguinte administração:
- Prefeito: Custódio Tavares Dias Neto (MDB) (2025-2028)
- Vice-prefeito: Luiz Carlos Chiaparine (PL)
- Presidente da Câmara de Vereadores: Tulio José Tomass do Couto (MDB) (2025-2026)

Número total de vereadores na Câmara Municipal: doze vereadores.

## Economia

### Agricultura
No século XIX, tinham maior importância econômica a cultura de cana-de-açúcar e, a partir da segunda metade do século XIX, também a do café.
A década de 1950 assistiu a emergência da cultura do tomate, sobretudo em função da fixação de famílias japonesas no município. O município foi durante muito tempo, predominantemente produtor de café, algodão e batata. Nos últimos anos as culturas permanentes, notadamente a fruticultura, vêm aumentando progressivamente a sua produção em relação às culturas temporárias, a exemplo da uva, abacate, caqui, goiaba e maracujá.
A uva é a principal cultura agrícola do município, um dos maiores produtores estaduais, sendo o 6º maior produtor. Com uma área de 620 hectares destinados a plantação de uva e produção de 7 440 toneladas em 2013, o município complementa o abastecimento no estado de São Paulo. E na agricultura temporária se destaca a cana-de-açúcar, com uma produção de 214 400 toneladas em 2013.

## Infraestrutura

### Educação

#### Educação básica
Segundo dados do Instituto Brasileiro de Geografia e Estatística, Indaiatuba, no ano de 2009, contava com:
- 60 escolas de ensino infantil (sendo 27 municipais e 33 privadas)
- 71 escolas de ensino fundamental (sendo 24 estaduais, 28 municipais e 22 privadas);
- 27 escolas de ensino médio (sendo 15 estaduais e 12 privadas);

### Ensino médio
- Escola Estadual Profª Annunziatta Leonilda Virginelli Prado (Annunziatta) — pública;
- Escola Estadual Randolfo Moreira Fernandes (Randolfo) — pública;
- Escola Estadual Dom José de Camargo Barros (Dom José) — pública;
- Escola Estadual Suzana Benedicta Gigo Ayres (Suzana) — pública;
- Escola Estadual Profª. Maria de Lourdes Stipp Steffen - pública;
- Escola Estadual Prof° Antônio de Pádua Prado - pública;
- Serviço Social da Indústria (Centro Educacional 420) - privada.

Além destas tradicionais escolas públicas, a cidade conta com outras unidades de ensino tanto da rede estadual como das instituições particulares de ensino, que oferecem o Ensino Médio a sua população.

### Ensino técnico
- Escola Técnica Santos Dumont - Privada;
- Fundação Indaiatubana de Educação e Cultura (FIEC) — pública;
- Serviço Nacional de Aprendizagem Industrial (SENAI) — privada;
- Centro Metropolitano de Ensino Profissional (CEMEP) — privada;
- Associação Cristã de Educação e Cultura - Meu Colégio - privada

### Ensino superior
- Faculdade Anhanguera de Indaiatuba — privada;
- Centro Universitário Max Planck — privada;
- Faculdade de Tecnologia de Indaiatuba (FATEC) - Centro Paula Souza — pública;

### Pós-graduação
- Faculdade Anhanguera de Indaiatuba — privada;
- Centro Universitário Max Planck — privada;
- Faculdade de Tecnologia de Indaiatuba — pública;
- Instituto Educacional Luiz Flávio Gomes (LFG) — privada;
- Instituto Brasileiro de Formação de Educadores (IBFE) - privada.

### Comunicações
O sistema de telefones automáticos foi inaugurado na cidade em 1973 pela Telecomunicações de São Paulo (TELESP), que também implantou o sistema de discagem direta à distância (DDD) em 1977 com o código de área (0192). Anteriormente a cidade era atendida pela Companhia Telefônica Brasileira (CTB).
Na década de 90 o código DDD da cidade foi alterado para (019), para padronização do sistema telefônico com a telefonia celular que estava sendo implantada em todo o estado.

## Turismo
Com o seu crescimento, Indaiatuba se tornou uma cidade turística. Seu principal ponto turístico é o Parque Ecológico de Indaiatuba que é um extenso eixo de aproximadamente 10 quilômetros lineares com uma área de aproximadamente 2 milhões de metros quadrados que contaria 12 centros comunitários, viveiro de pássaros, restaurante, museu, pátio de esculturas, centro de exposição de flores, centro administrativo com Fórum, Câmara e Paço Municipal, barcos, pedalinhos, teatro de arena, lanchonete e ciclovia em todo o contorno do Parque com muito verde. Destaca-se no turismo de negócios, pelo número considerável de empresas instaladas na cidade e também no turismo religioso com prédios históricos, tais como o Museu Municipal Antônio Reginaldo Geiss.

## Religião
O Cristianismo se faz presente na cidade da seguinte forma:

### Igreja Católica
- A igreja faz parte da Arquidiocese de Campinas.[53]

### Igrejas Evangélicas
- Assembleia de Deus Ministério do Belém.[54][55]
- Congregação Cristã no Brasil.[56]
- Igreja Evangélica de Confissão Luterana no Brasil.[57]